# جيمس فوكس (سياسي)
جيمس فوكس هو سياسي كندي، ولد في 1817، وتوفي في 23 سبتمبر 1883.